# Margarete Oppenheim

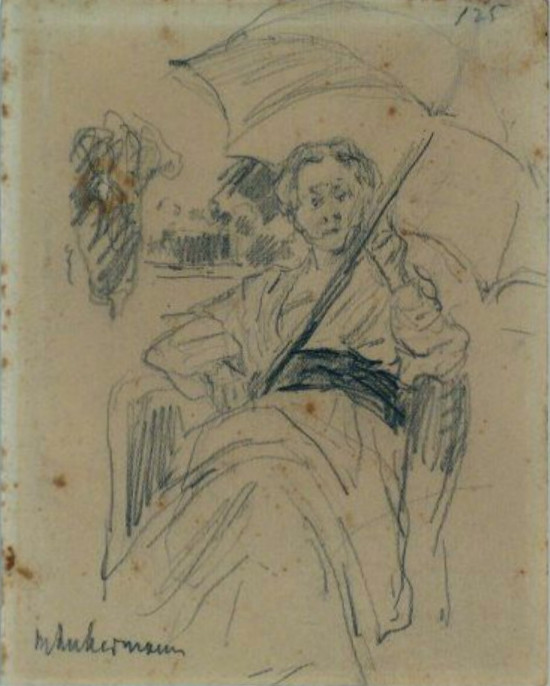
Max Liebermann: Bildnis Frau Margarete Oppenheim, Zeichnung, 1917, Stedelijk Museum Amsterdam

Margarete Oppenheim (geboren als Margarete Eisner am 10. Oktober 1857 in Leipzig; gestorben am 2. September 1935 in Berlin) war eine deutsche Kunstsammlerin und Mäzenin. Sie gehörte zu den ersten Persönlichkeiten, die in Deutschland Werke der Modernen Kunst sammelten. Schwerpunkt waren hierbei Arbeiten von Paul Cézanne. Die Sammlung wurde nach ihrem Tod aufgelöst, einzelne Stücke finden sich heute in unterschiedlichem Museumsbesitz.

## Leben
Margarete Eisner kam 1857 als Tochter von Isidor Isaak Eisner und seiner Frau Alwine (Lea), geborene Schlesinger, in Leipzig zur Welt. Sie war das zweitjüngste von sechs Kindern. Der Vater war Mitbegründer des Leipziger Unternehmens Callmann & Eisner, das mit deutschen und englischen Manufakturwaren handelte. Die Familie gehörte zum wohlhabenden jüdischen Bürgertum. Über die Jugend und schulische Ausbildung von Margarete Eisner ist nichts bekannt.
Die Familie zog 1876 nach Berlin. Im selben Jahr heiratete Margarete Eisner den promovierten Chemiker Georg Reichenheim, dessen Familie Textilfabriken in Schlesien besaß. Anlässlich oder kurz nach der Hochzeit konvertierte Margarete Reichenheim und nahm den evangelisch-christlichen Glauben an. Die Eheleute bezogen zunächst eine Wohnung im Haus Viktoriastraße Nr. 26 im vornehmen Berliner Tiergartenviertel. 1877 kam die Tochter Charlotte zur Welt, 1879 wurde der Sohn Hans geboren. Der Sohn starb 1900 als Student in München. Die Tochter heiratete 1902 den Bankier Paul von Mendelssohn-Bartholdy, von dem sie sich 1927 scheiden ließ. Danach heiratete sie Georg Graf von Wesdehlen. Zum familiären Umfeld gehörte auch der Unternehmer, Kunstsammler und Mäzen James Simon, der 1878 Georg Reichenheims Schwester Agnes geheiratet hatte.
Die Familie Reichenheim verkaufte 1888 ihre Fabriken und konzentrierte sich auf die Verwaltung des Vermögens. Georg Reichenheim widmete sich nun verstärkt dem Aufbau einer Kunstsammlung. Unklar ist, in welchem Umfang seine Frau hieran mitwirkte. Margarete Reichenheim war jedoch sicher bei Ausbau der Sammlung involviert, teilweise lief über sie der Briefverkehr mit dem Museumsdirektor Wilhelm Bode, der spätestens ab 1890 zu Reichenheims Beratern in Kunstfragen gehörte. In einem Brief an Bode hob Georg Reichenheim 1892 das Kunstinteresse seiner Frau hervor. Bode wiederum bescheinigte Georg Reichenheim als „Kunstfreund von ungewöhnlichem Qualitätssinn und ausgesprochener Vorliebe für objets de vitrine“. Zu diesen objets de vitrine (Objekte für die Vitrine) gehörten Kunsthandwerk und kleine Skulpturen aus verschiedenen Jahrhunderten. Möglicherweise war die stetig wachsende Sammlung der Grund, 1890 in eine neue Wohnung in die Viktoriastraße/Ecke Margaretenstraße umzuziehen. 1903 starb Georg Reichenheim. Sein auf 4.700.000 Mark geschätzter Nachlass fiel je zur Hälfte an die Tochter Charlotte und an Margarete Reichenheim als Ehefrau.
Nach dem Tod ihres Mannes und finanziell nunmehr unabhängig, sammelte Margarete Reichenheim zwar nach wie vor Kleinplastiken und Kunstgewerbe, begann aber ab 1904 zugleich moderne Gemälde und Arbeiten auf Papier zu erwerben. Sie kaufte derartige Kunstwerke zu einer Zeit, als diesen Arbeiten noch eine breite Anerkennung fehlte. Der Historiker Felix Gilbert merkte hierzu an, dass „man sie in der Familie für verrückt“ hielt, „so viele dieser schrecklichen modernen Gemälde zu kaufen.“ Erst in den 1920er Jahren habe sich diese Einstellung gewandelt und Margarete Reichenheim sei für ihren Mut bewundert worden.

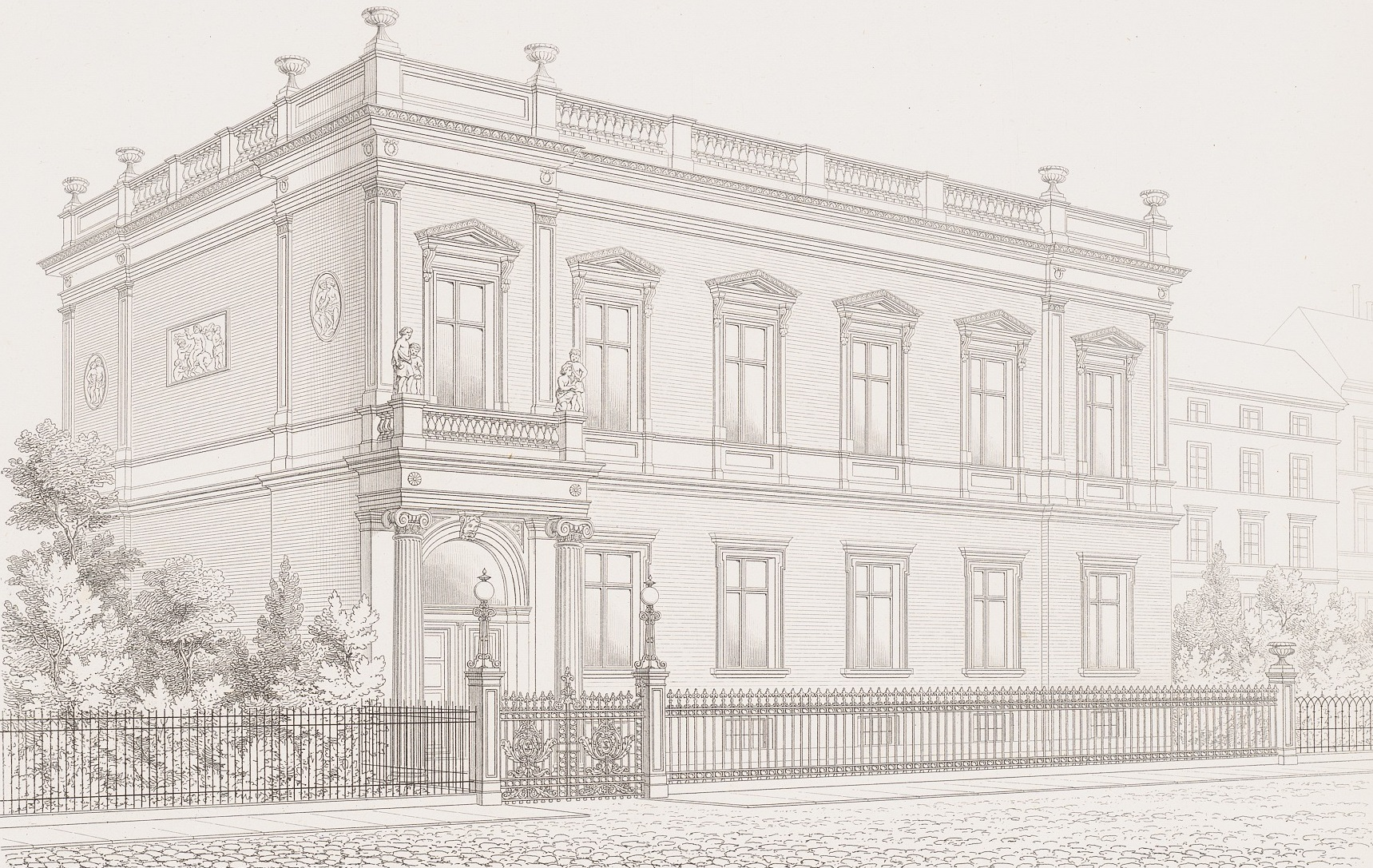
Wohnhaus Viktoriastr. 26 im Berliner Tiergarten
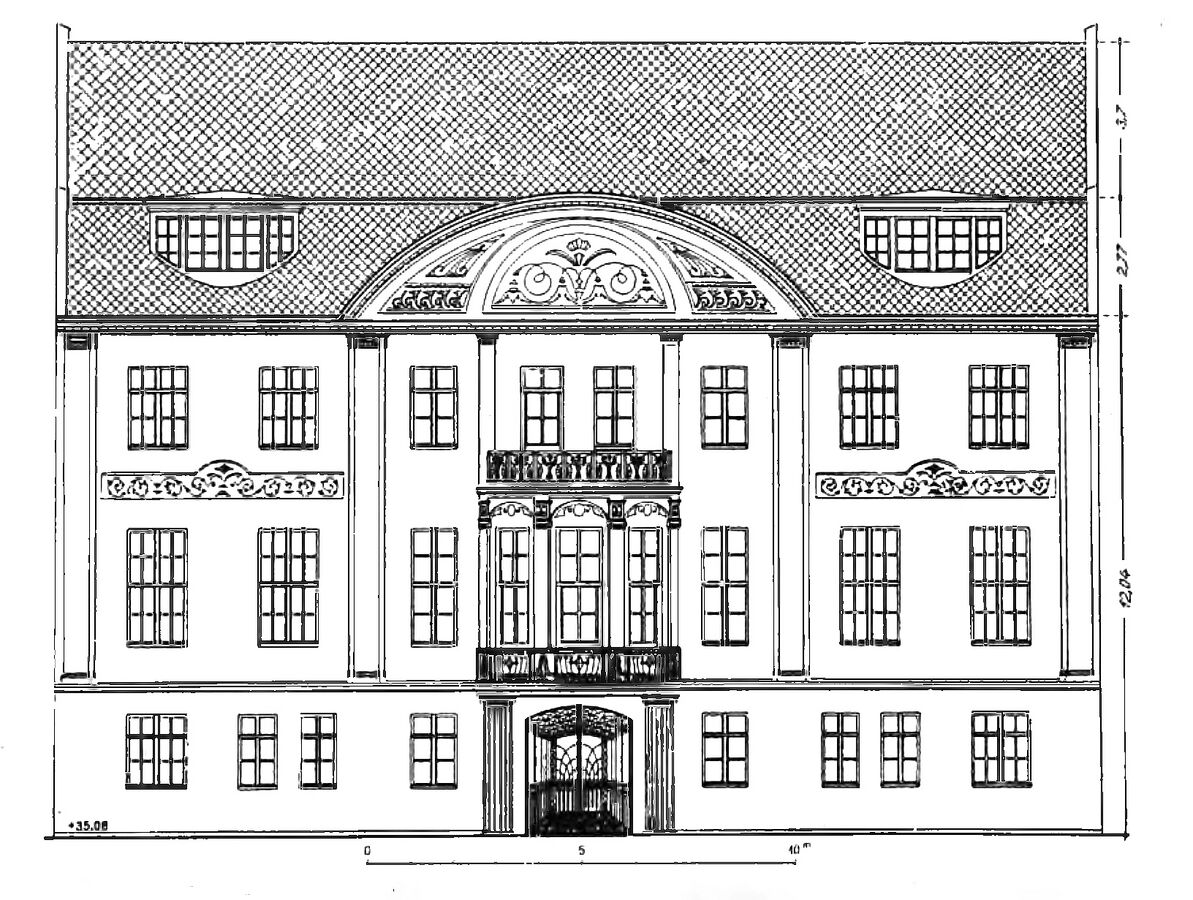
Wohnhaus Corneliusstr. 7 im Berliner Tiergarten
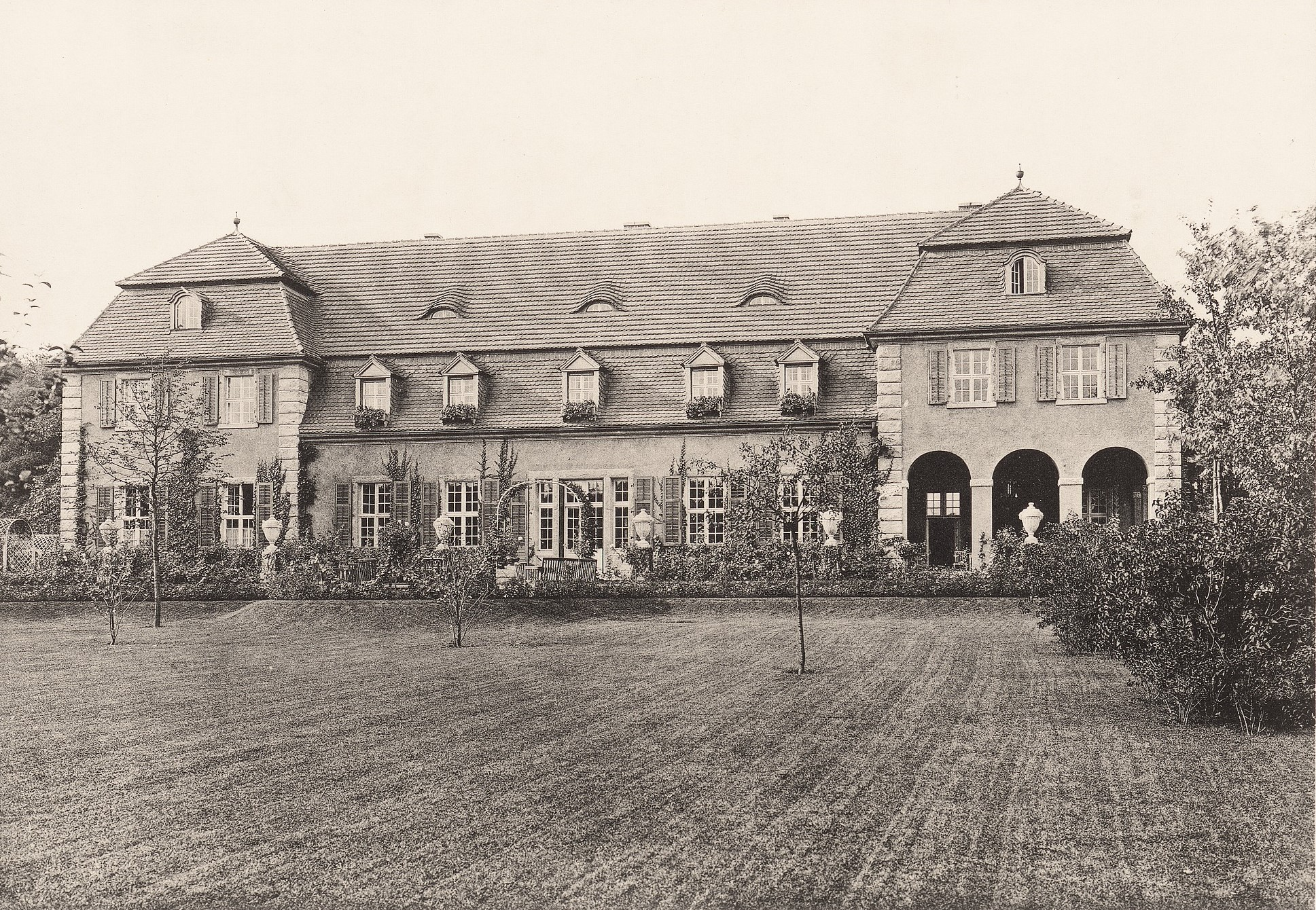
Landhaus Oppenheim, Ansicht von 1912
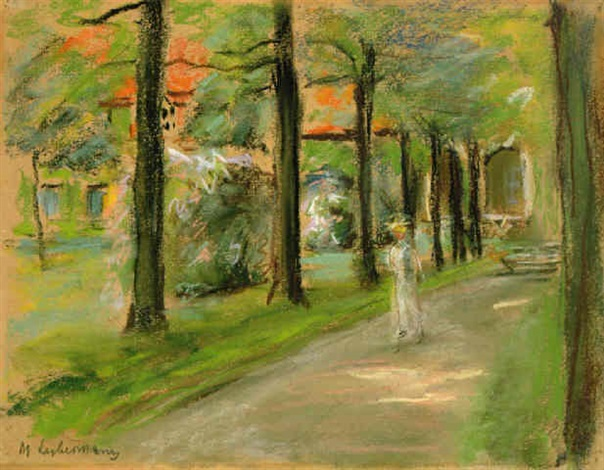
Max Liebermann: Der Garten der Villa Oppenheim, Pastell, 1925
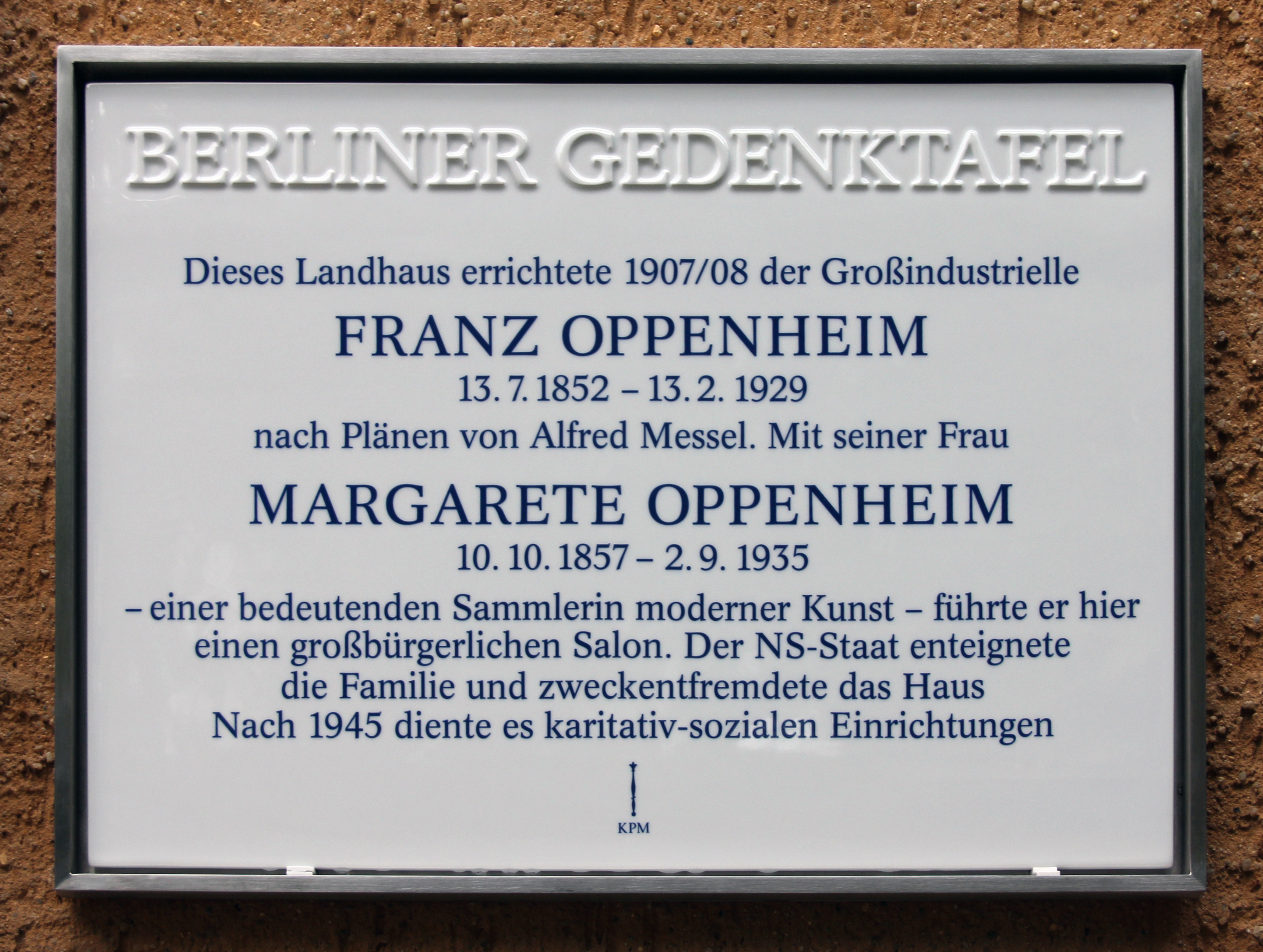
Gedenktafel für Franz und Margarete Oppenheim am ehemaligen Wohnhaus in Berlin-Wannsee
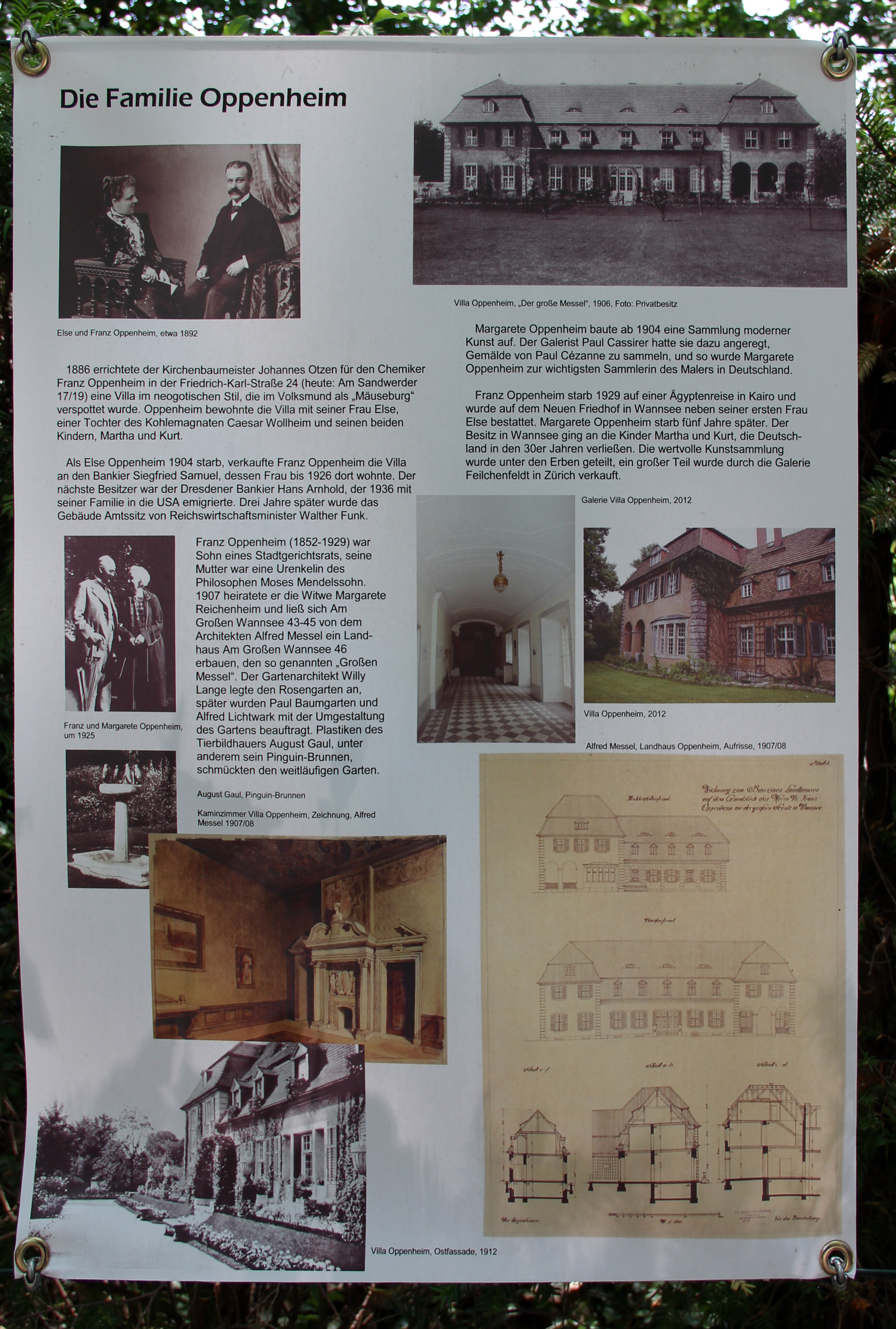
Gedenktafel Die Familie Oppenheim

1906 heiratete Margarete Reichenheim in zweiter Ehe den Chemiker Franz Oppenheim, der als Generaldirektor für das Unternehmen Agfa arbeitete. Franz Oppenheim war ebenfalls verwitwet; seine beiden bereits erwachsenen Kinder waren der Chemiker Kurt Oppenheim und Martha Oppenheim, die mit dem Unternehmer und späteren Diplomat Ernst von Simson verheiratet war. Franz Oppenheim zog nach der Hochzeit – ungewöhnlich für die Zeit – in die Wohnung seiner Frau in der Viktoriastraße. Möglicherweise war die umfangreiche Kunstsammlung von Margarete Oppenheim dort besser untergebracht. 1913 erwarb Franz Oppenheim das ebenfalls im Tiergartenviertel gelegene Grundstück Corneliusstraße Nr. 7 als gemeinsamen Stadtwohnsitz. Das dort nach Plänen des Architekten Hugo Wach errichtete Stadthaus war mit Galerieraum und speziellen Wandvitrinen auf die Bedürfnisse der Sammlerin Margarete Oppenheim abgestimmt. Darüber hinaus ließ sich das Paar einen Sommersitz in der Villenkolonie Alsen in Berlin-Wannsee errichten. Hierzu wurden drei zusammenhängende Grundstücke erworben, auf denen nach Plänen des Architekten Alfred Messel das Landhaus Oppenheim entstand. Die Villa verfügte über einen eigenen Galerietrakt für die Sammlung von Margarete Oppenheim. Auch wenn Franz Oppenheim seine Frau beim Aufbau der Kunstsammlung unterstütze, so machte er in einem Brief an Wilhelm Bode deutlich, welche Aufgabenteilung er im Hause Oppenheim sah: „Die Leitung der Fabrik besorge ich, das Departement Kunst untersteht meiner Frau.“ Im weitläufigen Garten des Landhauses kam ein Brunnen mit Pinguinfiguren des Bildhauers August Gaul zur Aufstellung. Ferner legte der Gartenarchitekt Willy Lange für die Rosenzüchterin Margarete Oppenheim einen Rosengarten an. Zu den Nachbarn am Wannsee gehörte der befreundete Maler Max Liebermann, der Margarete Oppenheim 1917 in verschiedenen Zeichnungen porträtierte und verschiedene Ansichten des Gartens malte. Ein weiterer Nachbar am Wannsee war der Chirurg Ferdinand Sauerbruch, der ebenfalls zum Freundeskreis der Oppenheims gehörte. Von ihm ist überliefert, dass das Landhaus Oppenheim nur im Sommer bewohnt war und Möbelwagen im Frühjahr Möbel, Teppiche und Gemälde vom Stadthaus an den Wannsee brachten und im Herbst ein entsprechender Rücktransport erfolgte.
Auch in der Öffentlichkeit trat Margarete Oppenheim als kunstsinnige Frau auf. Sie war seit 1906 Mitglied im Kaiser Friedrich Museumsverein, dem Förderverein des von Wilhelm von Bode geleiteten Museums (heute Bodemuseum). Der Abteilung christliche Bildwerke im Kaiser Friedrich Museum stiftete sie 1905 die Skulptur Herkules mit dem Löwen und 1913 eine Büste König Heinrichs IV. von Frankreich. Nach dem Ersten Weltkrieg erhielt das Berliner Kunstgewerbemuseum drei Stücke aus ihrer Sammlung. Weitere Objekte überließ sie dem Kunstgewerbemuseum als Dauerleihgabe zur Ausstellung im Berliner Schloss. Zusammen mit dem Bankier Robert von Mendelssohn stiftete sie der Nationalgalerie 1917 das Gemälde Die Gartenbank von Max Liebermann anlässlich des 70. Geburtstag des Künstlers. Margarete Oppenheim, die eine große Sammlung mit chinesischem Kunsthandwerk besaß, wurde zudem Mitglied der Deutschen Gesellschaft für Ostasiatische Kunst.
Margarete und Franz Oppenheim unternahmen 1929 eine Studienreise nach Ägypten, wo sie den befreundeten Chemiker Fritz Haber trafen. Während des Aufenthaltes in Kairo starb Franz Oppenheim. Margarete Oppenheim wurde zur Vorerbin erklärt. Zudem übernahm sie seine Mitgliedschaft in der Kaiser-Wilhelm-Gesellschaft zur Förderung der Wissenschaften. Nach der Machtübernahme durch die Nationalsozialisten 1933 legte Margarete Oppenheim alle ehrenamtlichen Mitgliedschaften nieder. Sie starb 1935 in Berlin. In ihrem 1933 verfassten Testament hatte sie ihrer Tochter einen Betrag von 400.000 Mark vermacht. Das erheblich größere Restvermögen sollten die Kinder von Franz Oppenheim aus dessen erster Ehe erhalten, die hieraus Zinszahlungen an die Tochter Charlotte entrichten sollten. Die genauen Gründe, der leiblichen Tochter nicht das gesamte Vermögen zu übereignen, sind nicht bekannt. Der Autor Sebastian Panwitz vermutete, dass im Verhältnis zwischen Mutter und Tochter „eine gewisse Distanz existierte“. Margarete Oppenheim hatte darüber hinaus verfügt, dass ihr Kunstbesitz zu versteigern sei, wobei der passende Zeitpunkt von den Erben festgelegt werden sollte. Eine Versteigerung der Sammlung fand im Frühjahr 1936 in der Münchner Kunsthandlung Julius Böhler statt. Die in der Versteigerung nicht verkauften Lose wurden Ende 1936 im Münchner Auktionshaus Adolf Weinmüller erneut zum Verkauf angeboten. Andere Teile des Kunstbesitzes, vor allem Gemälde, befanden sich 1938 noch im Besitz der Familie. Sowohl die Tochter Charlotte wie auch die beiden Kinder von Franz Oppenheim waren zu diesem Zeitpunkt bereits in die Schweiz immigriert. Da Teile der Kunstsammlung inzwischen vom Deutschen Reich im Verzeichnis national wertvollen Kulturgutes gelistet waren, konnten diese Werke nicht ins Ausland verbracht werden. Der in Deutschland verbliebene Oppenheim-Besitz wurde später von den deutschen Behörden beschlagnahmt, die Villa am Wannsee diente zeitweise dem Wannsee-Institut des Reichssicherheitshauptamtes. Zur Erinnerung an Franz und Margarete Oppenheim wurde 2016 an ihrem ehemaligen Wohnhaus Zum Heckeshorn Nr. 38 eine Berliner Gedenktafel angebracht.

## Kunstsammlung

### Kunstgewerbe und Kleinplastiken

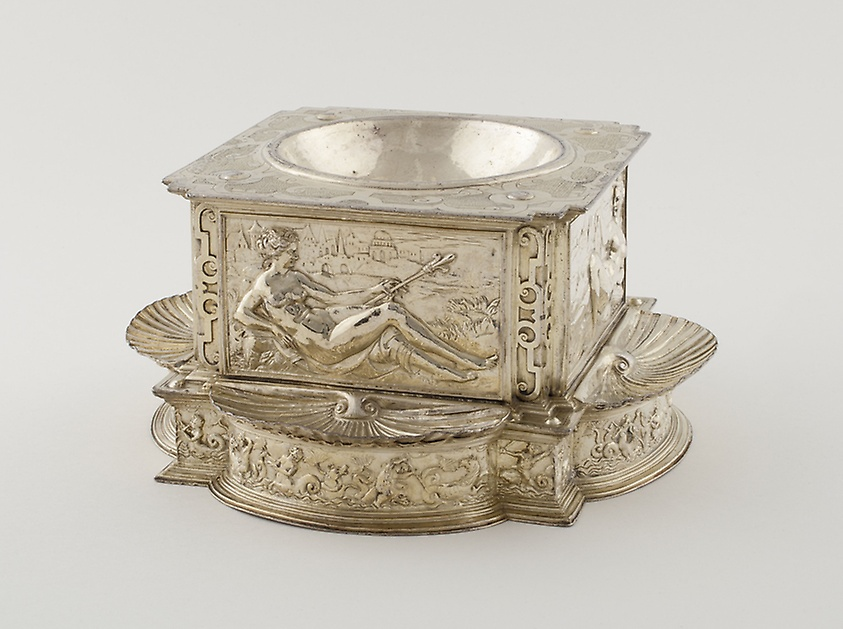
Silbernes Salzgefäß, Niederlande 1575–1600

Der genaue Umfang und die Zusammensetzung der Kunstsammlung von Margarete Oppenheim lässt sich nicht mehr feststellen. Wichtigste Quelle zum Sammlungsbestand ist der Katalog zur Nachlassversteigerung im Münchner Auktionshaus Julius Böhler von 1936. Der Großteil der 1200 Katalognummern dieser Versteigerung gehörte zu den Bereichen Kunsthandwerk und kleine Skulpturen. Diese vor allem während der Ehe mit Georg Reichenheim erworbenen Objekte stammten meist aus dem Berliner und Münchner Kunsthandel. Ob das Paar diese Arbeiten gemeinsam ausgesucht hatte oder ob hier ein Ehepartner allein die Kaufentscheidung traf, bleibt im Einzelfall ungeklärt. Gesichert ist hingegen, dass Margarete Oppenheim diese Sammelgebiete auch nach dem Tod ihres ersten Ehemanns weiter verfolgt hat und gelegentlich einzelne Stücke der Sammlung hinzufügte.
Der Katalog zur Auktion 1936 wurde von namhaften Kunsthistorikern des Berliner Schlossmuseums erstellt, wo sich die wertvollsten Stücke der Sammlung aus den Bereichen des Kunsthandwerks und der Skulpturen zuvor etwa 15 Jahre als Leihgabe befanden. Zu den Autoren gehörten Ludwig Schnorr von Carolsfeld, Martin Klar, Erich Meyer, Ernst Günter Troche, Erich Köllmann, Theodor Falkenberg, Robert Schmidt, Leopold Reidemeister und Otto von Falke. Sie gliederten die Sammlung entsprechend ihrer Fachgebiete nach unterschiedlichen Materialien.
Zur Sammlung gehörten Kleinplastiken aus Holz und Elfenbein, darunter befanden sich beispielsweise christliche Skulpturen wie eine Marienstatuette im Stil des Tilman Riemenschneider. Hinzu kam eine Gruppe von Bronzestatuetten, die bis zu römischen und altägyptischen Stücken zurück reichten. In der Sammlung fanden sich aber auch venezianische Renaissancebronzen und norditalienische Tintenfässer. Der Bereich der Bronzegerätschaften umfasste vor allem französische Barockuhren sowie Wand- und Tischleuchter. Umfangreich war auch die Sammlung mit Silberarbeiten, wobei die Objekte hierbei vor allem aus Deutschland stammenten. Dieser Bereich enthielt Objekte wie Renaissance- und Barockpokale, Münzbecher und Deckelhumpen. Ferner gab es in der Sammlung eine Reihe von Galanteriewaren und Kleingeräte. Hierzu gehörten Dosen und Flakons, Nadelbüchsen, Stockgriffe, Petschafte und Siegelringe, Miniaturen, Schmuck, Fächer, Plaketten und Medaillen, Schlüssel und Essgerät. Auch verschiedene historische Textilien wie Stoffe, Stickereien und Arbeiten aus Spitze waren in der Sammlung vertreten. Die Reichenheims hatten zudem Arbeiten aus Glas, Majolika und Fayencen erworben. Ein anderer Sammlungsteil war europäisches Porzellan, beispielsweise aus den Manufakturen in Meißen, Ludwigsburg und der Königlichen Porzellan-Manufaktur Berlin. Darüber hinaus gab es chinesisches Kunsthandwerk wie glasierte Tonwaren, Porzellane und Objekte aus Stein, Glas und Metall. Die meisten Stücke sind heute nicht mehr nachweisbar und befinden sich möglicherweise in Privatsammlungen.
Inwieweit die Verkäufe der Sammlung Oppenheim insgesamt unter Druck erfolgten, war wiederholt Gegenstand von Untersuchungen. Beispielsweise einigten sich 2018 die Oppenheim-Erben mit den Staatlichen Museen zu Berlin über den Status von Objekten aus deren Bestand. Hierbei wurden 11 Objekte an die Erben restituiert, wovon fünf Arbeiten für die Museen zurückgekauft wurden. Hierzu gehören ein Putto mit Panther aus Frankenthaler Porzellan von 1754 im Kunstgewerbemuseum und eine in Passau um 1520 entstandene Marienstatuette aus Spindelbaumholz in der Skulpturensammlung im Bodemuseum.
Auch andere Museen besitzen Objekte aus der ehemaligen Sammlung Reichenheim-Oppenheim. Das Art Institute of Chicago verwahrt ein reich geschmücktes Salzgefäß aus Silber, das um 1575–1600 in den Niederlanden entstanden ist. Im Metropolitan Museum of Art in New York City findet sich eine mit Landschaftsbild bemalte Porzellantasse mit passendem Untertasse von etwa 1730–1740 aus der Werkstatt von Charles Fromery und ein silberner Reliquienanhänger aus dem Rheinland des späten 14. Jahrhunderts. Weiterhin gehört eine Schnupftabakdose aus Meißner Porzellan heute zur Sammlung des Rijksmuseums in Amsterdam und ein Deckelhumpen mit Gießrohr befindet sich im Leipziger Grassimuseum. Zudem werden gelegentlich Obkte der ehemaligen Sammlung von Margarete Oppenheim im Kunsthandel angeboten, beispielsweise 2016 ein Porzellanflakon in Form einer Frau mit Hund aus der Werkstatt von Charles Gouyn im Auktionshaus Sotheby’s.

### Gemälde und Arbeiten auf Papier
Während im Katalog zur Versteigerung von 1936 die Sammlung von Gemälden und Arbeiten auf Papier nur am Rand behandelt wurde, finden diese Werke in der Gegenwart besondere Aufmerksamkeit. Dies hat zum einen mit dem erheblichen finanziellen Wert dieser Kunstwerke zu tun, zum anderen war Margarete Oppenheim Pionierin als Sammlerin moderner Kunst. Ihre umfassende Cézanne-Sammlung ist bis in die Gegenwart in Deutschland unübertroffen geblieben, sowohl im privaten wie auch im musealen Bereich. Darüber hinaus gehörte sie zu den ersten deutschen Sammlern der Werke von Vincent van Gogh. Der genaue Umfang der Sammlung lässt sich jedoch nicht mehr vollständig rekonstruieren. Für die Zuordnung zur Sammlung von Margarethe Oppenheim bilden vor allem zwei Quellen die Grundlagen. Neben den Werken, die 1936 bei der Nachlassauktion in München angeboten wurden, waren andere Arbeiten im Verzeichnis national wertvollen Kulturgutes gelistet. Hinzu kommen einige persönliche Überlieferungen von Zeitgenossen. Unklar ist meist, wann einzelne Bilder erworben wurden. Erste Gemäldekäufe von einigen älteren Werken fanden möglicherweise bereits während der ersten Ehe statt. Der Großteil der Bilder wurde hingegen erst nach dem Tod von Georg Reichenheim erworben. Hierbei ließ sich die Sammlerin von dem Kunsthändler Paul Cassirer beraten, der sie zu den Käufen moderner Kunst erst „überreden“ musste. Diese Ankäufe moderner Kunst setzte die Sammlerin nach der Hochzeit mit Franz Oppenheim kontinuierlich fort. Sie agierte in diesem Gebiet weitestgehend unabhängig von ihrem Ehemann. Als Kunstberater kam ab 1927 der Galerist Justin Thannhauser hinzu. Das erhöhtes Preisniveau der Kunstwerke führte dazu, dass Margarete Oppenheim nur noch vereinzelt Käufe tätigte. Zu ihren letzten Erwerbungen gehörten einzelne Arbeiten des Expressionismus.
Den beiden Kunsthistorikern Anna-Carolin Augustin und Sebastian Panwitz gelang folgende Rekonstruktion der Sammlung von Margarete Oppenheim: An älterer Kunst gab es von El Greco eine Darstellung der Madonna und eine Verkündigung (Verbleib jeweils unbekannt). Hinzu kamen von Francesco Guardi die beiden Venedigmotive Konzert im Dogenpalast und Die Piazza San Marco (Verbleib jeweils unbekannt). Die französische Malerei des 19. Jahrhunderts begann in der Sammlung Oppenheim mit drei Werken von Édouard Manet. Neben dem Gemälde Junge Frau im Garten (Privatbesitz) besaß sie das Pastellbild Bildnis der Gräfin Albazzi (Solomon R. Guggenheim Museum, New York City) und das Aquarell Berthe Morisot à l’Eventail (Art Institute of Chicago). Von Edgar Degas gab es in der Sammlung das Motiv Eine Frau stellt eine Blumenvase auf den Tisch/Frau Blumen ordnend (Verbleib unbekannt). Bei den Werken von Vincent van Gogh in der Sammlung Oppenheim handelte es sich um einen nicht näher bestimmten Knabenkopf (Verbleib unbekannt) sowie die Gemälde Am Ufer der Oise in Auvers (Detroit Institute of Arts), Weiße Rosen (Metropolitan Museum of Art, New York City) und Winkel im Park des Asyls St. Paul (Verbleib unbekannt).

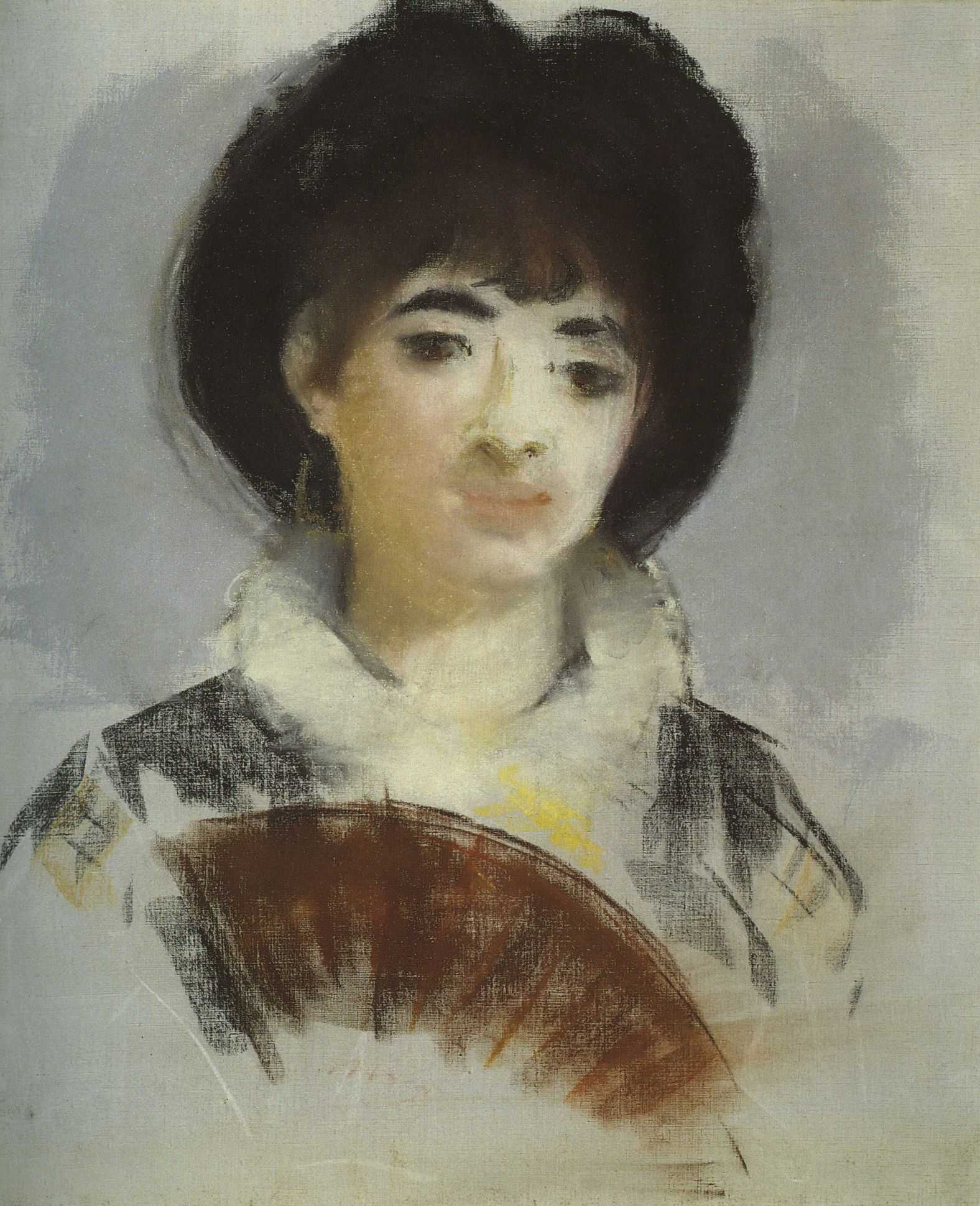
Édouard Manet: Bildnis der Gräfin Iza Albazzi Solomon R. Guggenheim Museum, New York City
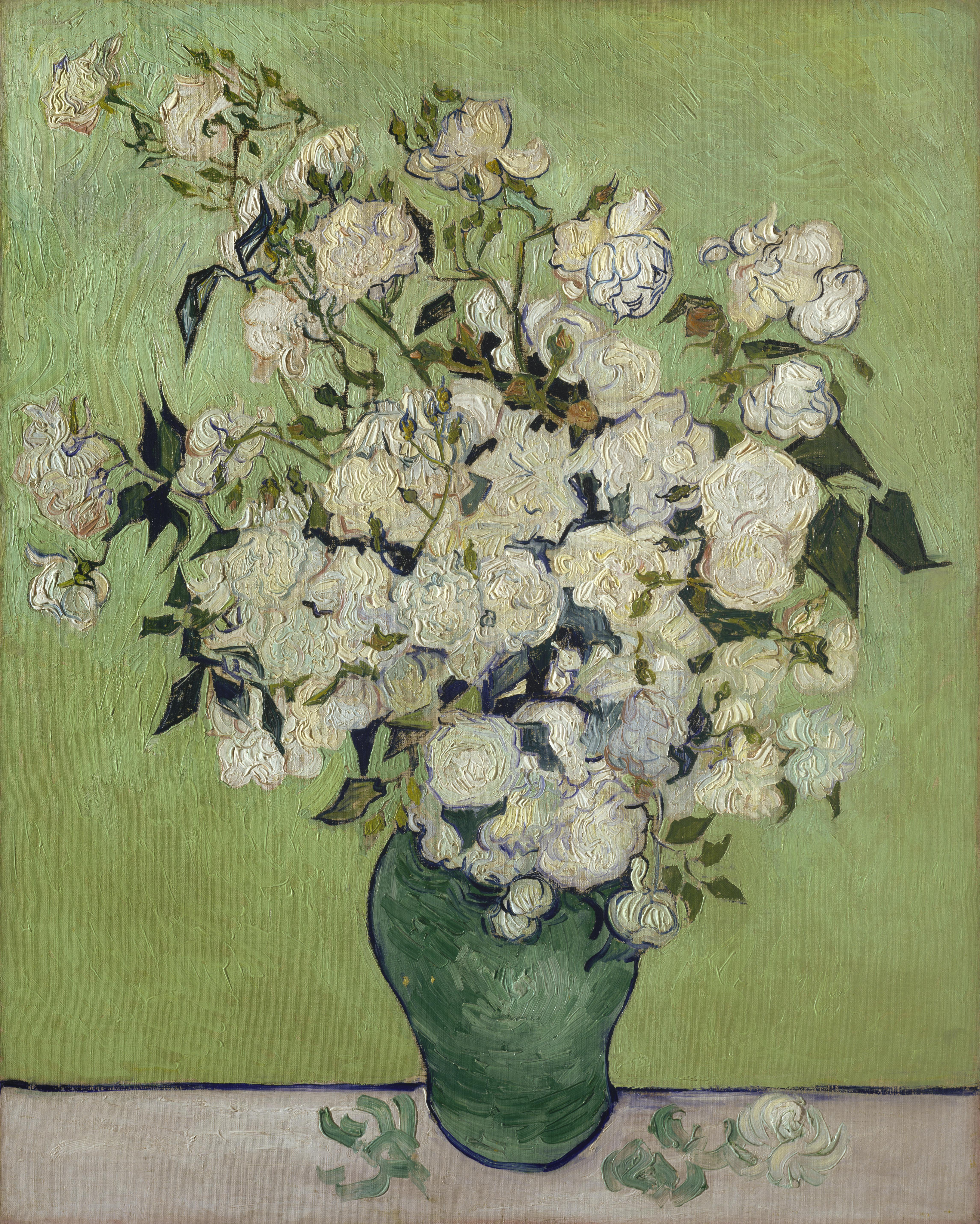
Vincent van Gogh: Weiße Rosen Metropolitan Museum of Art, New York City
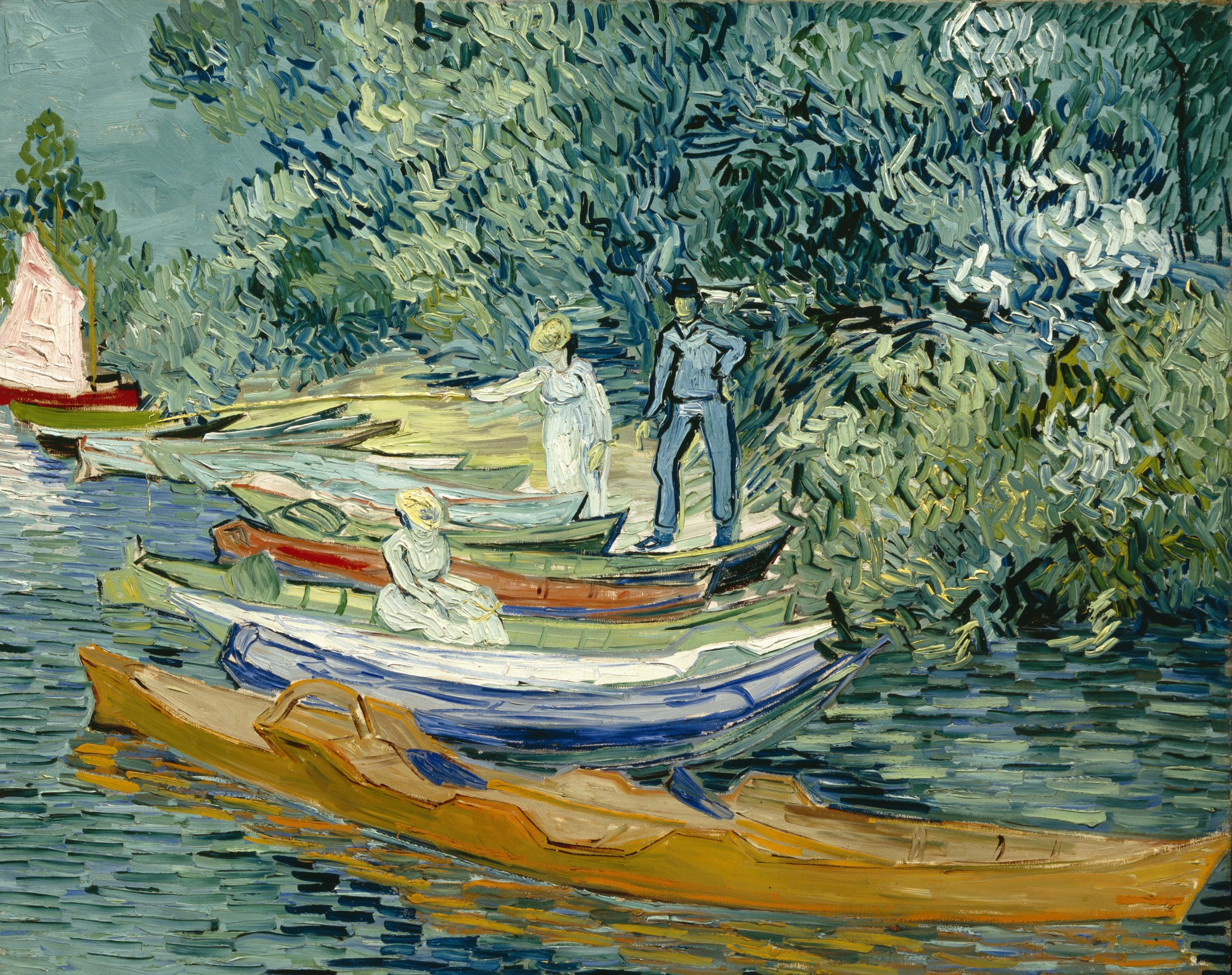
Vincent van Gogh: Am Ufer der Oise in Auvers Detroit Institute of Arts
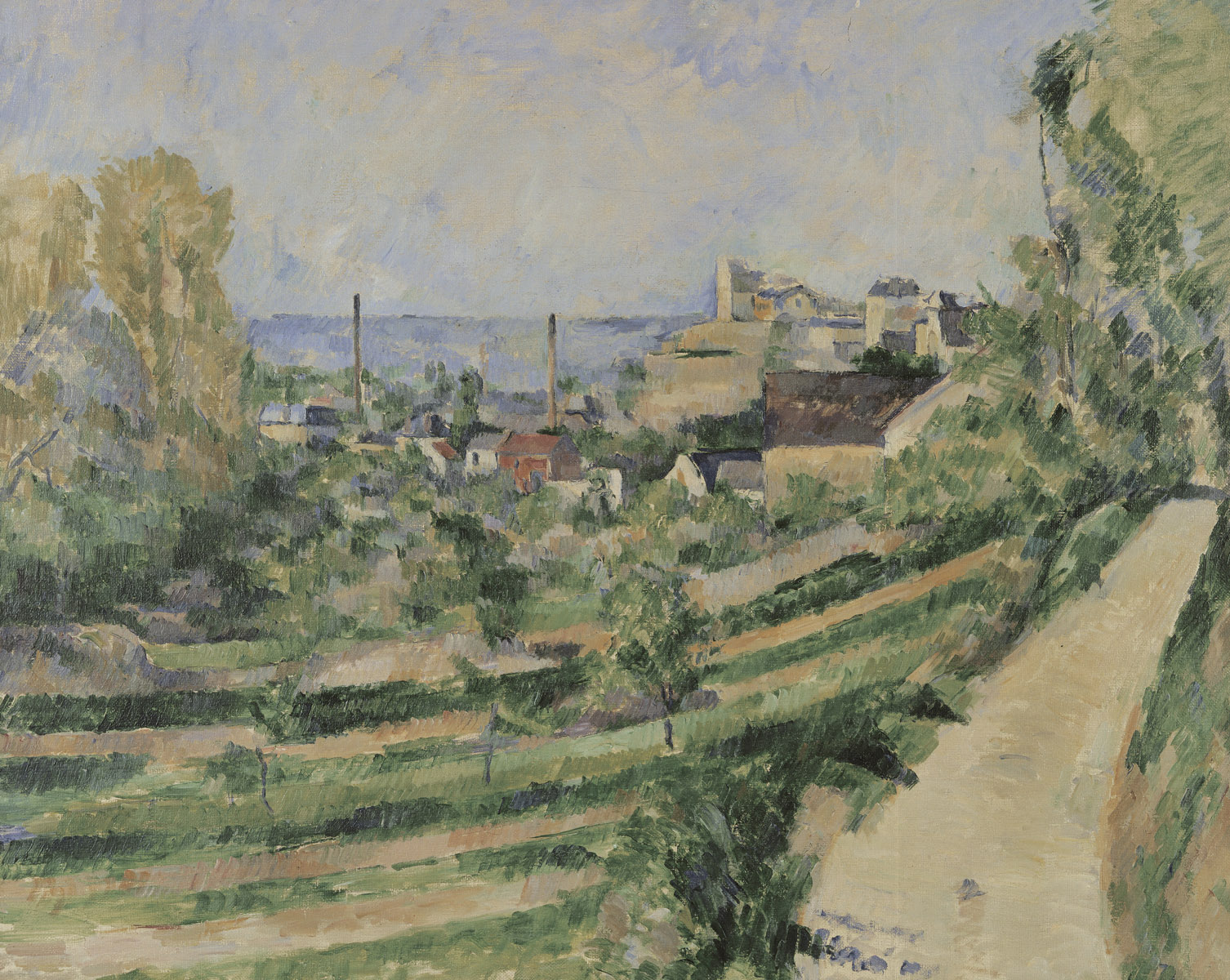
Paul Cézanne: Dorf und Meer bei l’Estaque Sammlung Rosengart, Luzern
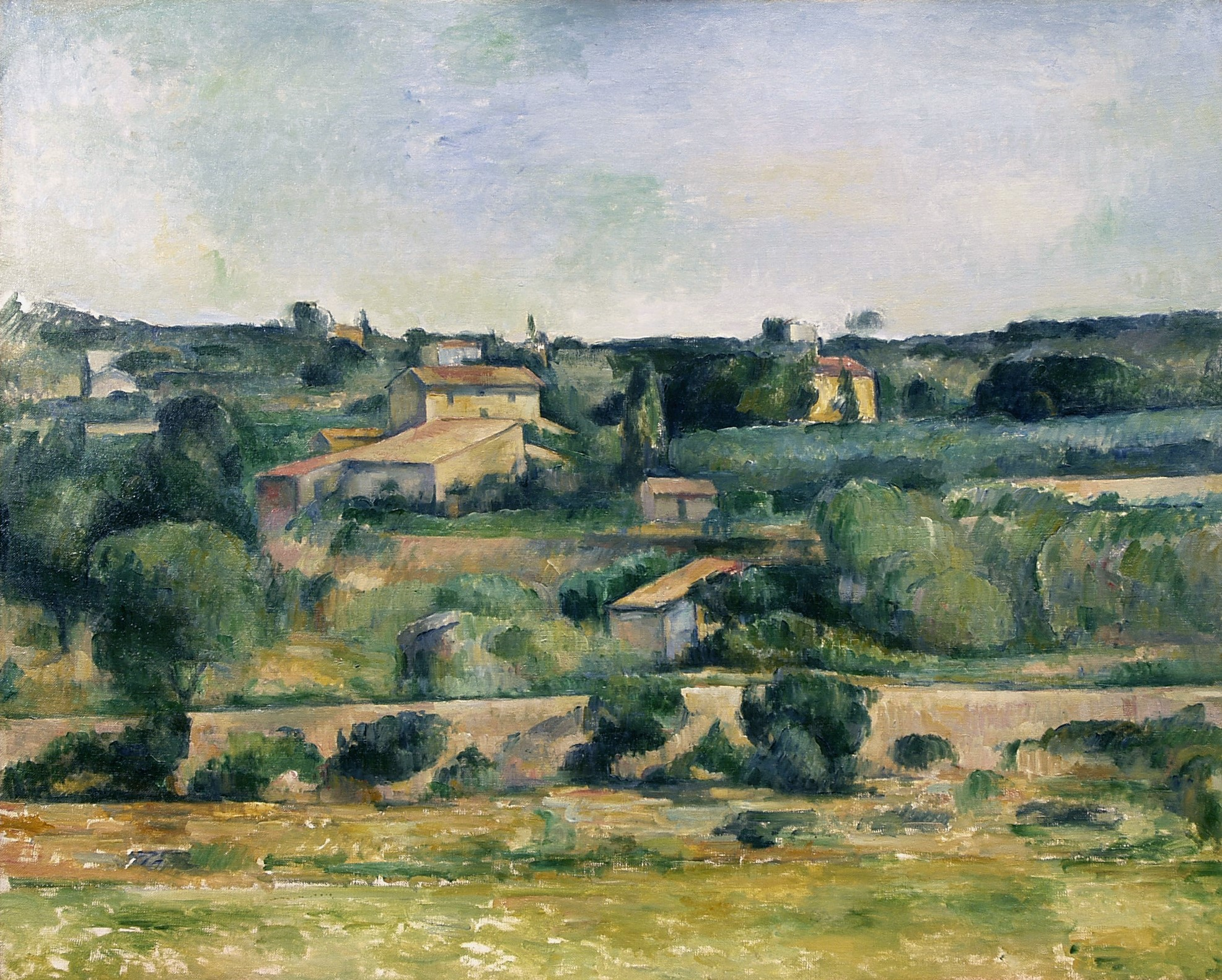
Paul Cézanne: In der Ebene von Bellevue Wallraf-Richartz-Museum & Fondation Corboud, Köln
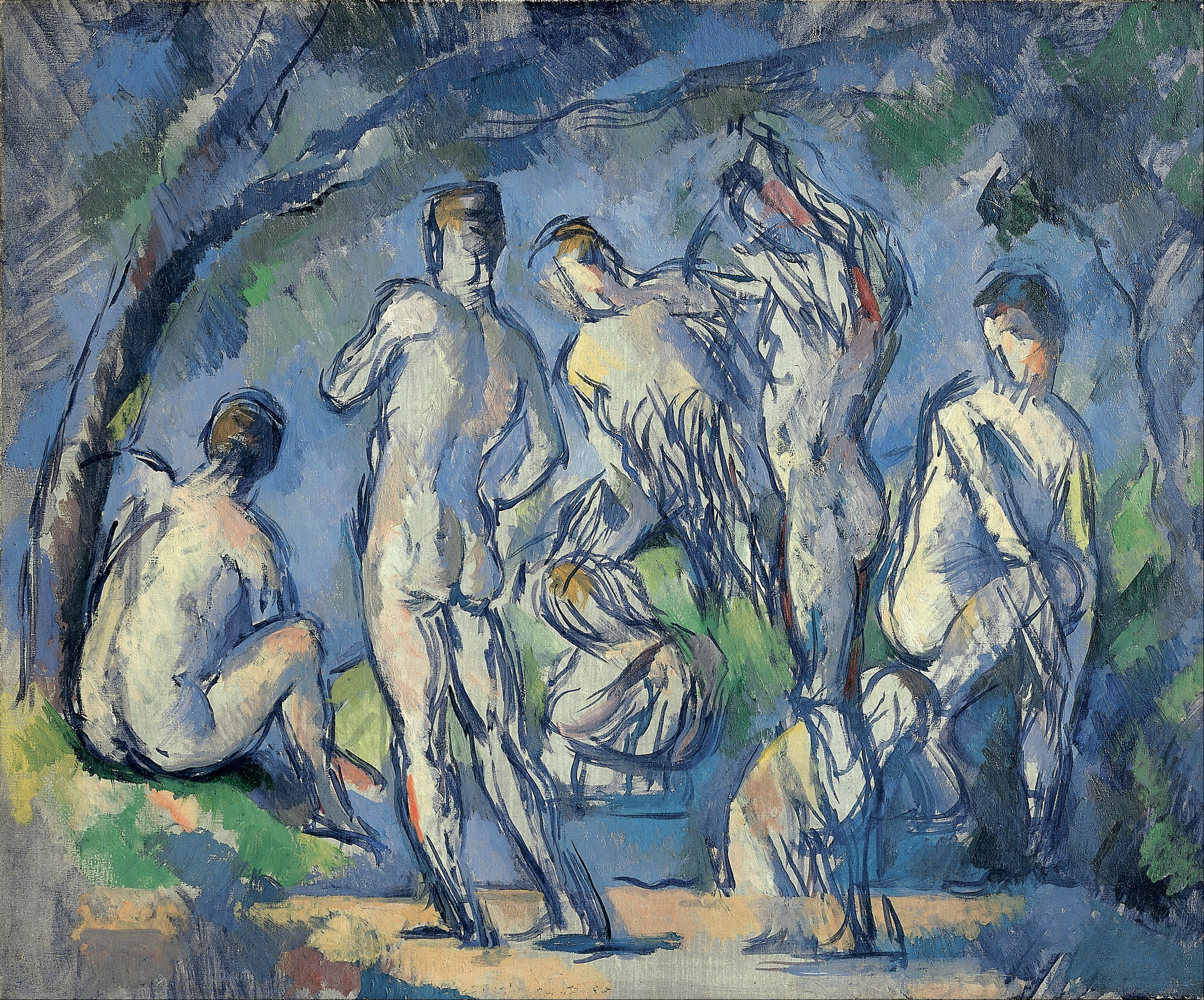
Paul Cézanne: Sieben Badende Fondation Beyeler, Riehen
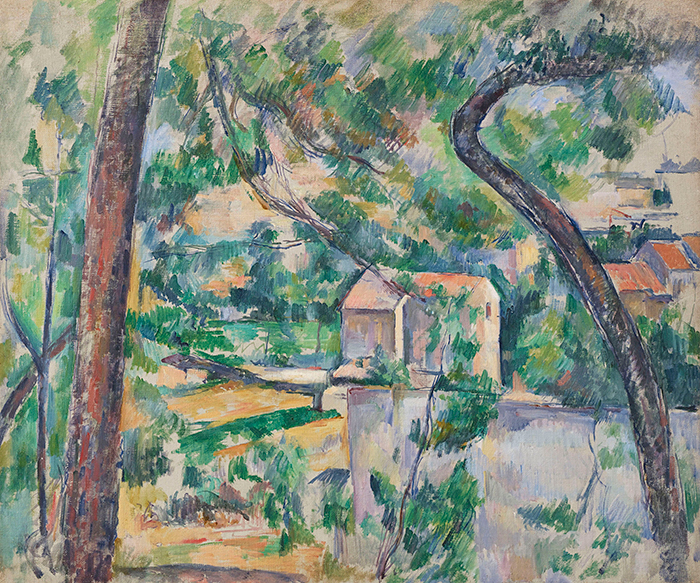
Paul Cézanne: Der gekrümmte Baum Hiroshima Museum of Art

Die Sammlung von Margarete Oppenheim war aber vor allem für die Werke von Paul Cezanne bekannt. Hierzu gehörten die heute in öffentlichen Sammlungen befindlichen Gemälde Dorf und Meer bei l’Estaque (Sammlung Rosengart, Luzern), Der gekrümmte Baum (Hiroshima Museum of Art), In der Ebene von Bellevue (Wallraf-Richartz-Museum & Fondation Corboud, Köln) und Sieben Badende (Fondation Beyeler, Riehen). Hinzu kommt eine Landschaft die bereits seit 1916 zur Sammlung des Schwedischen Nationalmuseums gehört. In Privatbesitz befinden sich folgende Gemälde: Badende Frau, Haus mit rotem Dach (Le jas de Bouffan), Die Häuser bei Bellevue mit Taubenschlag, Umgebung von Marseille/Die Postkutsche und Die Umgebung von Gardanne. Bei den Werken Frau auf blauem Grund, Haus mit blauen Läden und Häuser, im Vordergrund rötliches Wasser ist das Medium und der Verbleib unbekannt. Von Cézanne besaß die Sammlerin zudem das Aquarell Entlaubte Bäume (Verbleib unbekannt) und die aquarellierten Bleistiftzeichnungen La montagne Sainte-Victoire (Privatbesitz), Waldinneres und Waldweg (Verbleib jeweils unbekannt). Weitere Zeichnungen der Sammlung waren die Motive Bäume, Baum und Kahle Bäume (Verbleib jeweils unbekannt).
Aus dem deutschsprachigen Raum erwarb Margarete Oppenheim eine Gemäldeversion von Max Slevogts Papageienmann von 1901 (Privatbesitz). Zu ihren letzten Erwerbungen gehörten die expressionistischen Bilder Toledo von Oskar Kokoschka von 1925 (Musée Jenisch, Fondation Oskar Kokoschka, Vevey) und Die Loge von Max Beckmann von 1928 (Staatsgalerie Stuttgart).